# Anel de Woronoff
O anel de Woronoff é uma desordem cutânea caracterizada por um halo esbranquiçado de largura quase uniforme que se forma ao redor das lesões psoriáticas após fototerapia ou tratamentos tópicos.